# هاري الأول. ثورنتون
هاري الأول. ثورنتون هو سياسي أمريكي، (و. 1834 – 1895 م). نشط حزبياً في الحزب الديمقراطي. وقد انتخب عضو مجلس ولاية كاليفورنيا ‏.